# リージェンツ運河

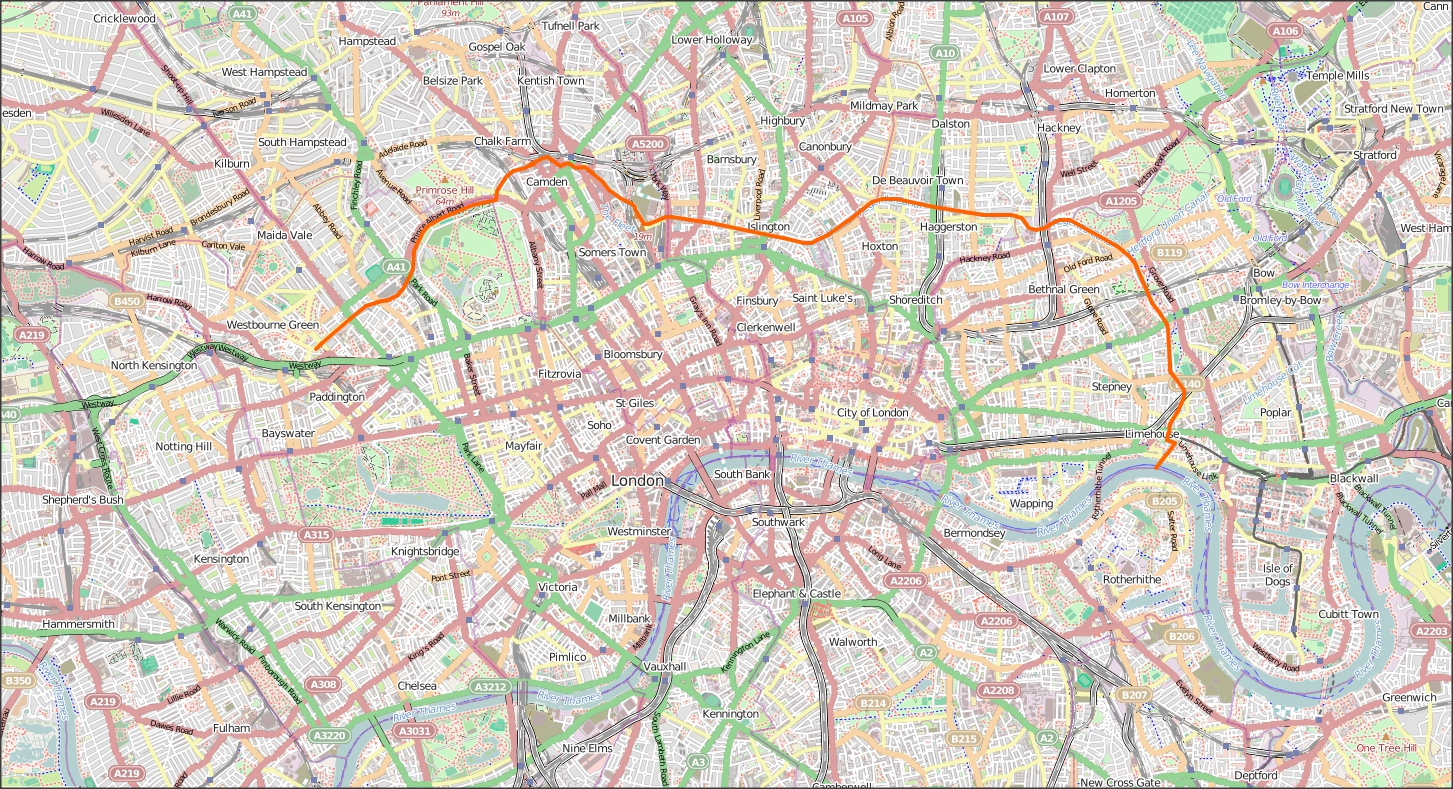
ロンドンインにおけるリージェンツ運河の経路

リージェンツ運河（リージェンツうんが、英語：Regent's Canal）は、ロンドン市街地北部の運河で、パディントン駅の近くリトル・ベンニスとテムズ川のライムハウス・ベースン (Limehouse Basin) を接続している。
全長は 8.6 マイル (13.8km) で、本線には 13 基の水門がある。運河はリトル・ベンニスからリージェンツ・パークの北の境界をまわって、東に方向を変え、カムデン・ロックやキングス・クロス駅の北側に連絡している。グランド・ユニオン運河の最南端部となっている。
昔のように多くのナロウボートが行き来することは現在ないが、散歩道としてロンドン市民に人気だ。

## 歴史
産業革命の時代、貨物や石炭を運搬するために1820年に開通した。建築家ジョン・ナッシュにより建設された。20世紀にいると、イーストエンド・オブ・ロンドンでリージェンツ運河沿いに工場、ガスタンクと製材所が多く分布していることがあった。 
カムデン・タウンには運河沿いの材木置き場として利用されていた空間が、徐々にマークットやレストランとして開発している。昨今キングス・クロス、イズリントンやショーディッチで運河の近い地域が再開発によって地価が高騰しジェントリフィケーションが進んでいる。運河沿いには、巨大なキングス・クロス・セントラル (King's Cross Central) 開発地域をはじめ、新しい建物や改装された建物が多数建ち並ぶ。

## 海上バス
運河のおかげでカムデン・ロックやリトル・ベンニスから水上バスでリージェンツ・パークやロンドン動物園にアクセスできる。

## ロンドン運河博物館
リージェンツ運河に臨むこの博物館は運河の歴史や文化について展示している。キングス・クロス駅から徒歩約８分。

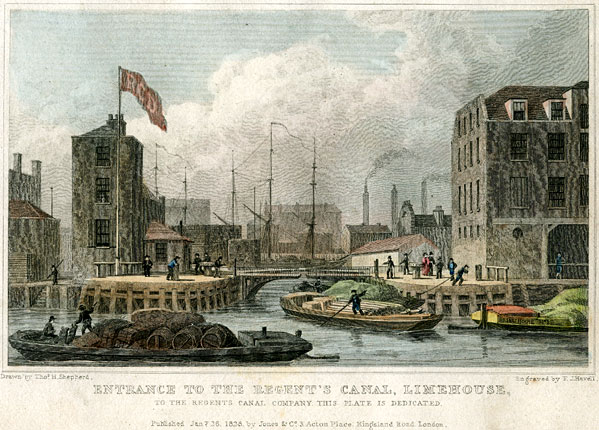
ライムハウス・ベースン (Limehouse Basin) のテムズ川へ通じる閘門 (1828年)
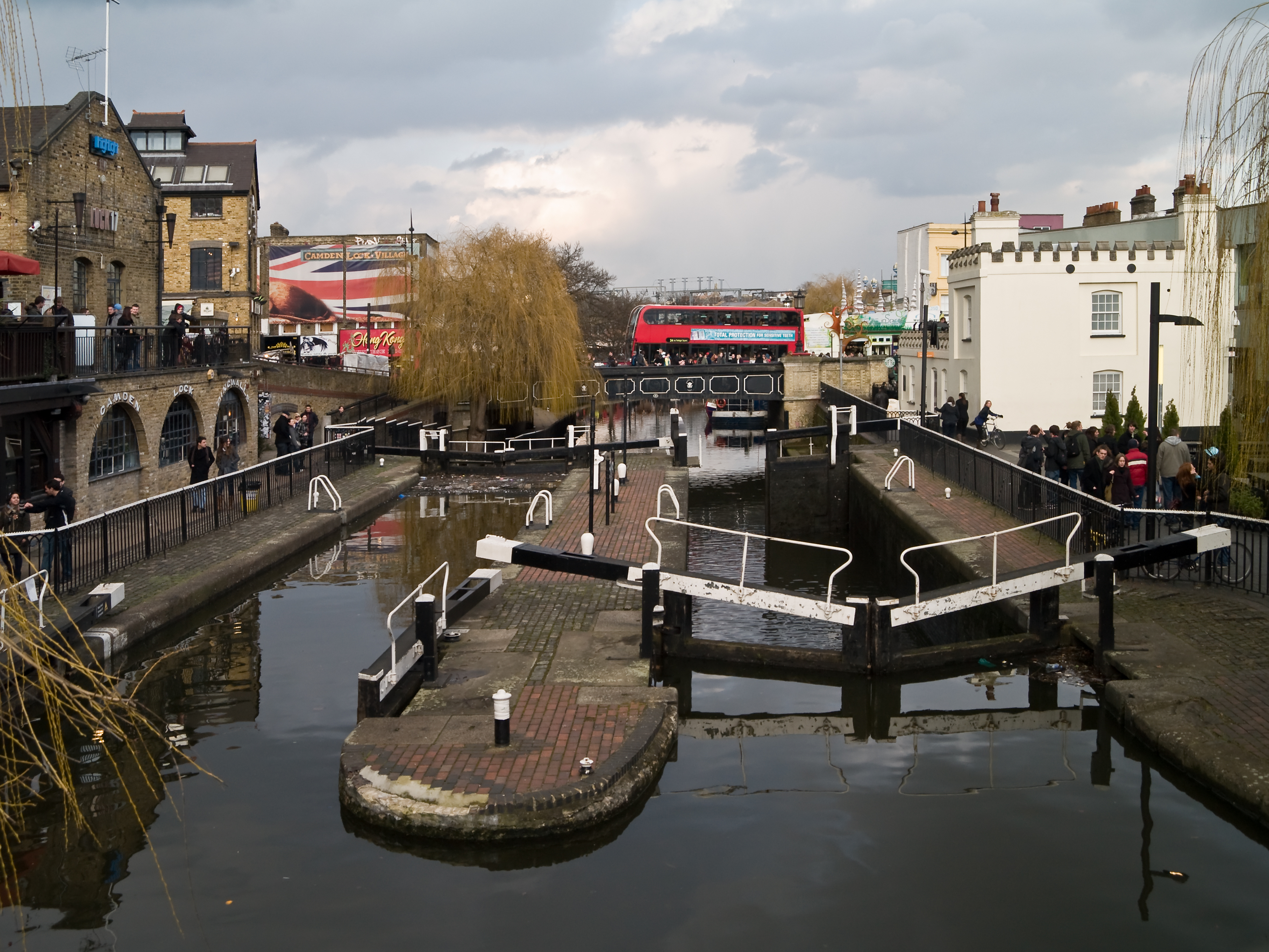
カムデン・タウンの閘門
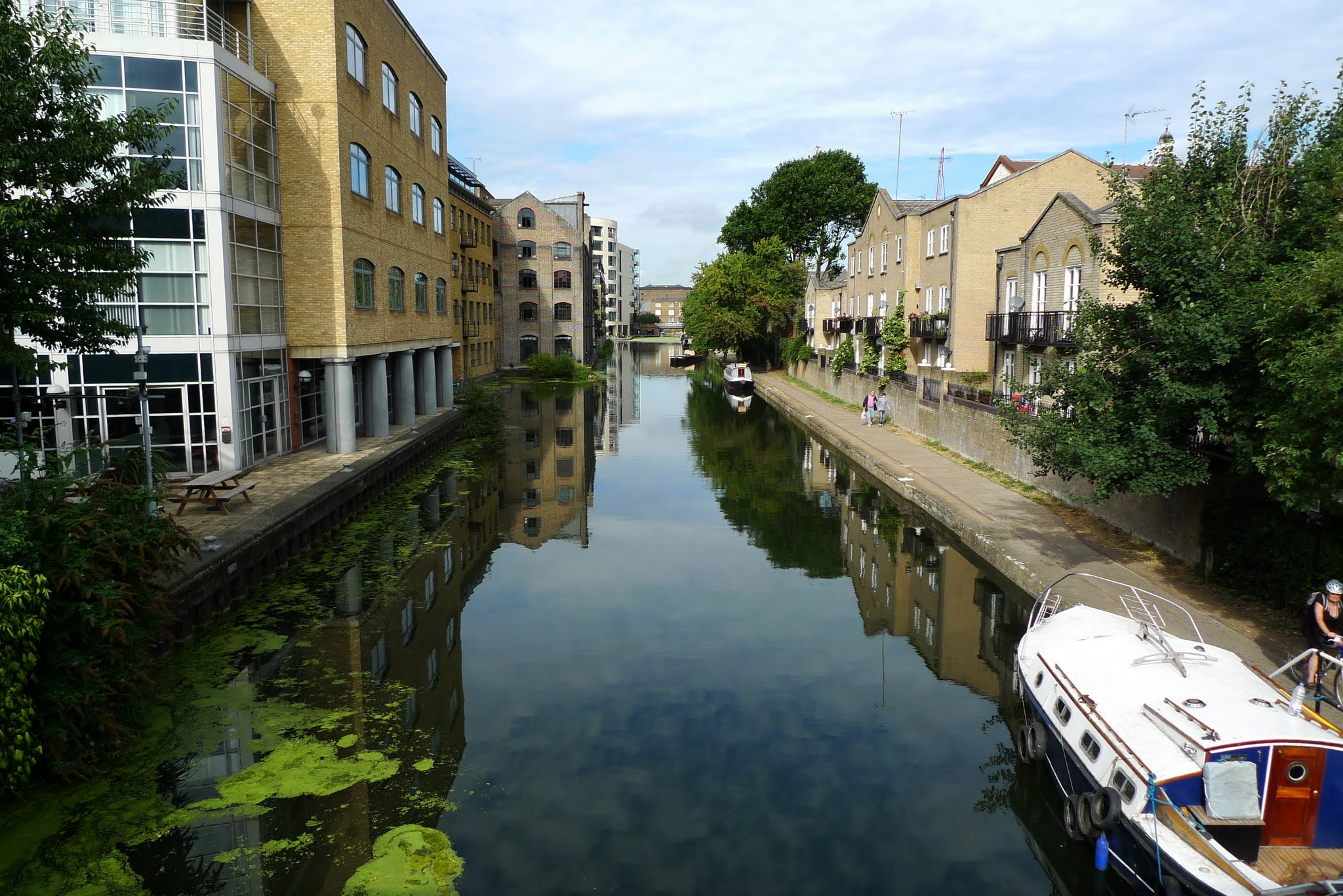
キングス・クロス駅の近く
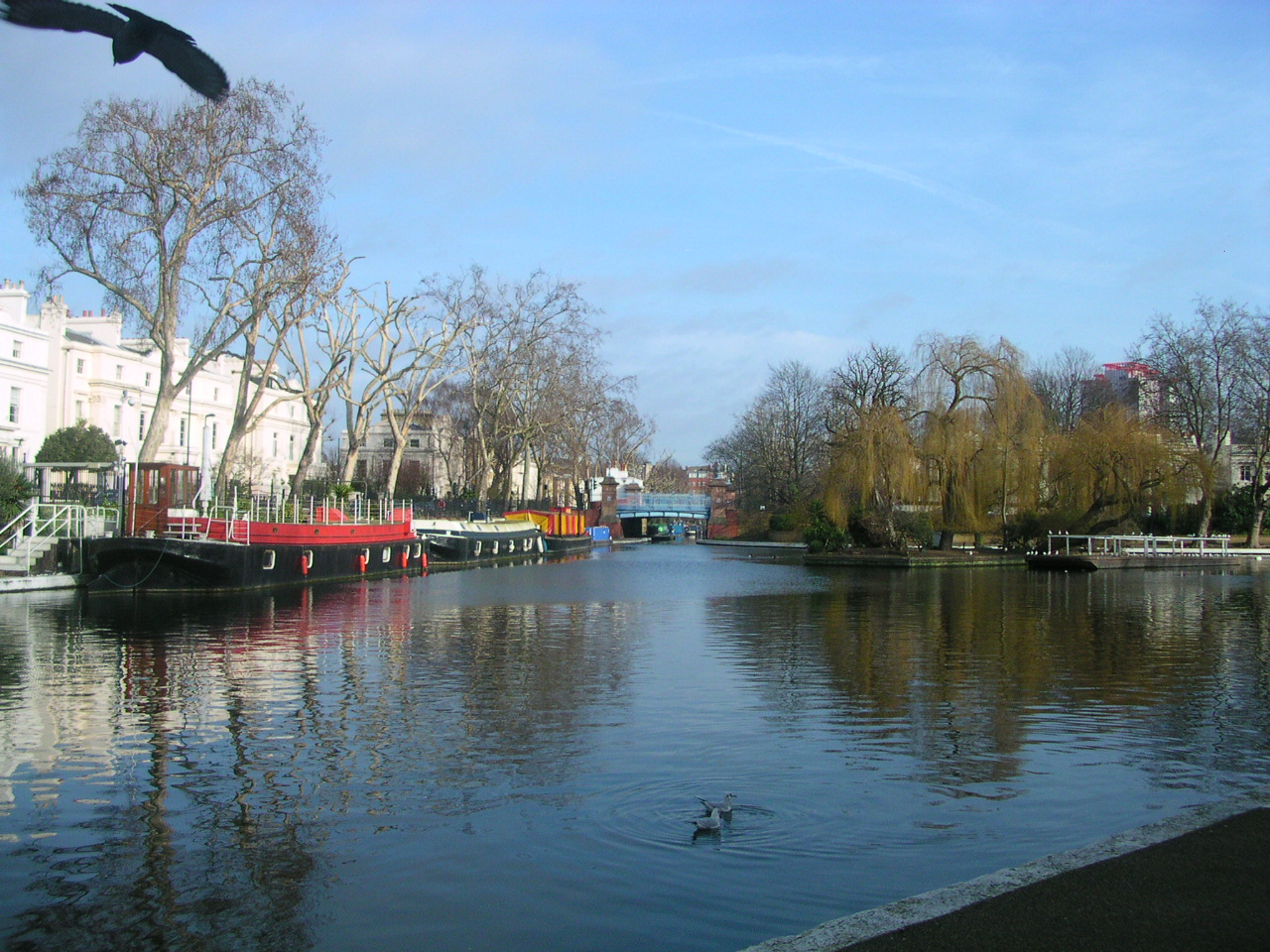
パディントン駅の近くリトル・ベンニス